# عارف محمود
عارف محمود (انگلیسی: Arif Mehmood؛ زادهٔ ۲۱ ژوئن ۱۹۸۳) بازیکن فوتبال اهل پاکستان بود.
وی همچنین در تیم‌های ملی فوتبال زیر ۲۳ سال پاکستان و پاکستان بازی کرده است.